# اینترفرون بتا
در سال ۱۹۵۷ پژوهشگران انگلیسی مولکول‌هایی به نام اینترفرون را در بدن کشف کردند که با مقاوم ساختن سلول به حمله ویروسی، می‌توانند علیه آن‌ها وارد عمل شوند. اینترفرون‌ها در برابر عفونت‌های ویروسی مقاومت می‌بخشند و در واکنش‌های ایمنی طبیعی بدن، حتی در غیاب ویروس‌ها، شرکت دارند. حداقل ۳ نوع متفاوت از اینترفرون‌های انسانی شناسایی شده‌اند که برحسب اثر «ضد ویروسی»، «ضد رشد» و «فعال‌سازی سلول کشنده طبیعی» به اینترفرون‌های آلفا، بتا و گاما تقسیم‌بندی می‌شوند. این پروتئین‌ها توسط لوکوسیت‌ها، لنفوسیت‌ها، فیبروبلاست‌ها و سایر سلول‌های سیستم ایمنی تولید می‌شوند. امروزه اینترفرون بتا نوترکیب در دو میزبان جانوری و باکتریایی تولید می‌شوند که به ترتیب اینترفرون بتا آ ۱ (گلیکوپروتئین) و بی ۱ (غیر گلیکوپروتئین) شناخته می‌شوند.